# Orchidantha maxillarioides
Orchidantha maxillarioides är en enhjärtbladig växtart som först beskrevs av Henry Nicholas Ridley, och fick sitt nu gällande namn av Karl Moritz Schumann. Orchidantha maxillarioides ingår i släktet Orchidantha och familjen Lowiaceae. Inga underarter finns listade.

## Bildgalleri

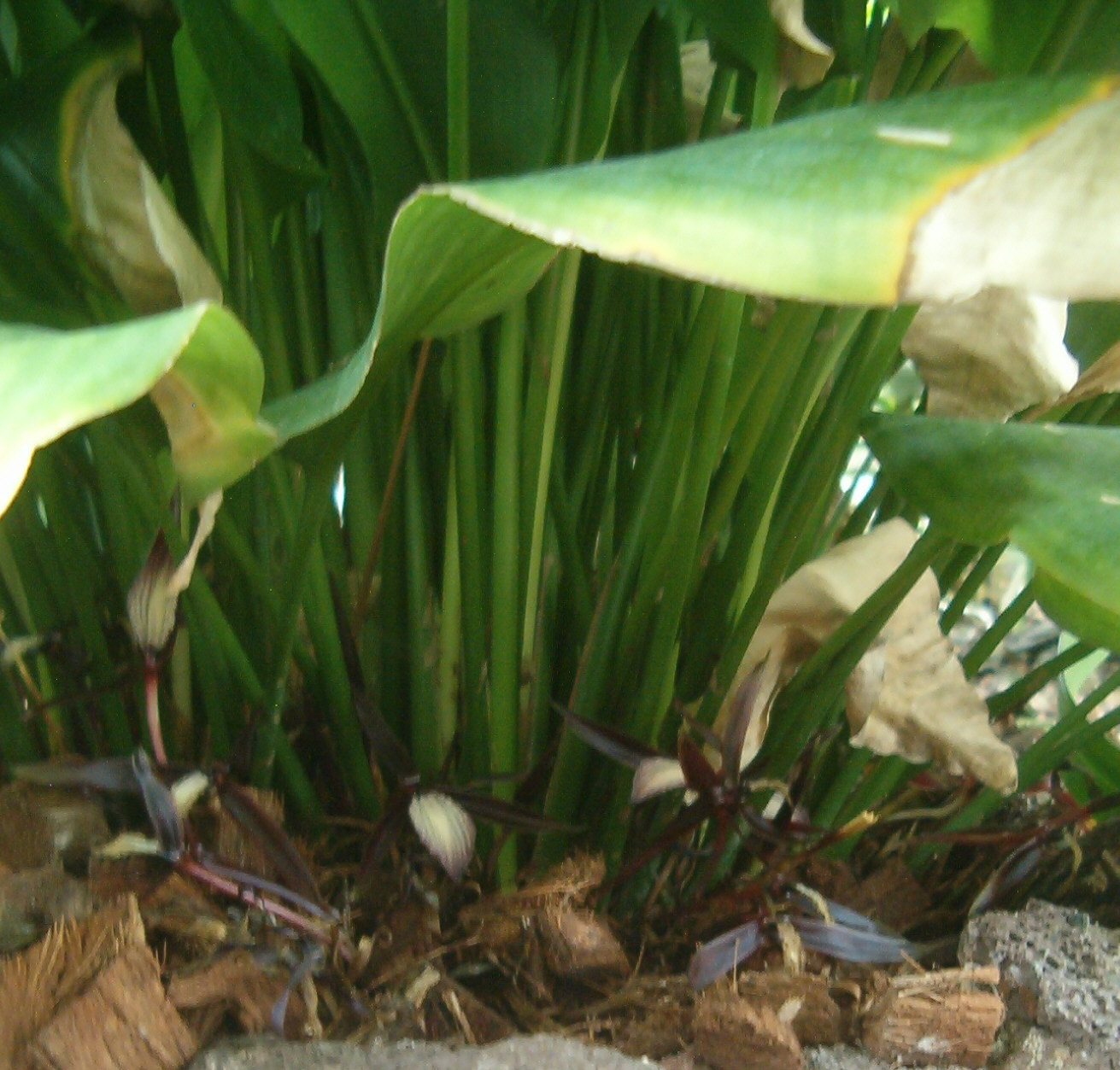
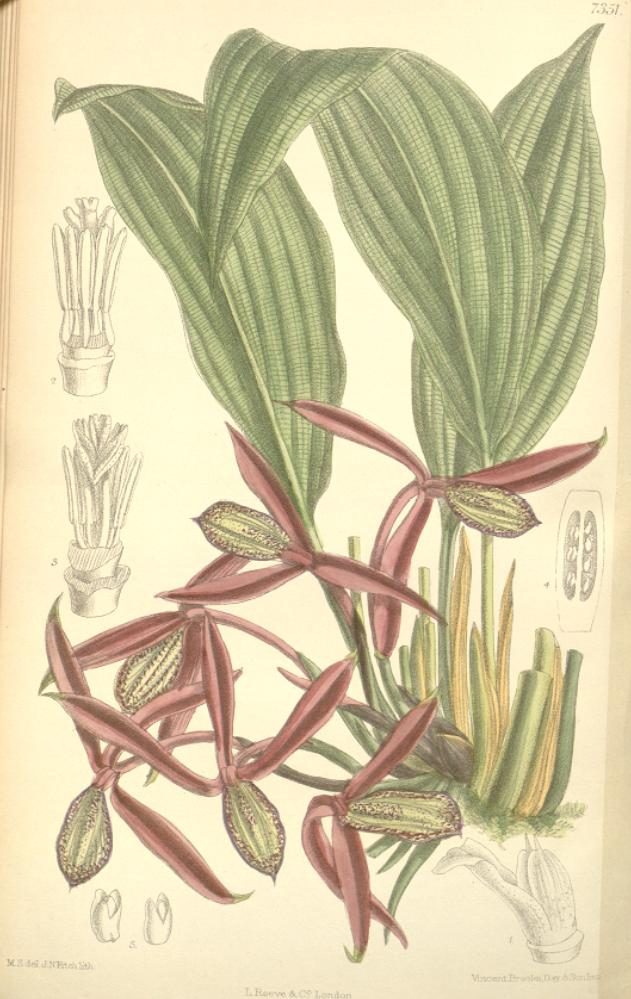